# William Monsell, 1. Baron Emly

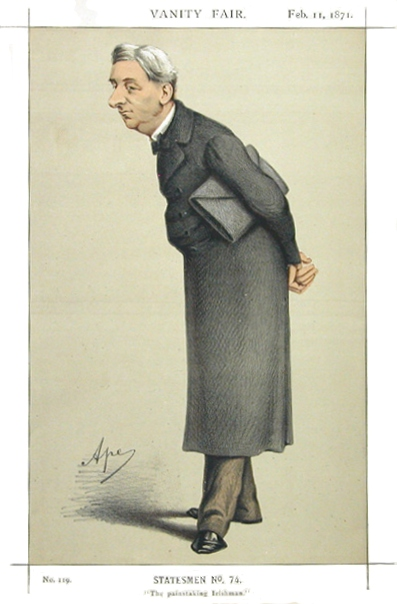
The painstaking Irishman (Die sorgfältige Ire) Carlo Pellegrinis in Vanity Fair am 11. Februar 1871

William Monsell, 1. Baron Emly PC (* 21. September 1812; † 20. April 1894) war ein anglo-irischer Grundbesitzer und liberaler Politiker. Er hatte eine Reihe von Ministerposten zwischen 1852 und 1873, insbesondere  Präsident des Gesundheitsausschusses im Jahr 1857 und als Postminister zwischen 1871 und 1873, inne.

## Leben

### Herkunft und Ausbildung
Er war der Sohn des William Monsell (1778–1822), Gutsherr von Tervoe bei Clarina im County Limerick, aus dessen Ehe mit Olivia Johnson-Walsh, Tochter des Sir John Johnson-Walsh, 1. Baronet. Er besuchte das Winchester College (1826–1830) und studierte am Oriel College der Universität Oxford. Aber er verließ im Jahr 1831 die Universität ohne einen Abschluss. Als sein Vater im Jahr 1822 gestorben war, erbte er als Heranwachsender den Familienbesitz und war ein beliebter Grundbesitzer, zumal er auf dem Familienbesitz ansässig war.

### Politische Karriere
Monsell amtierte im Jahr 1835 als Sheriff des Countys Limerick. 1847 wurde er als Abgeordneter für das County Limerick ins britische House of Commons gewählt. Er wurde mehrmals wiedergewählt und hatte das Mandat bis 1874 inne. Im Jahr 1850 konvertierte er zur römisch-katholischen Kirche und hatte danach eine herausragende Rolle in den katholischen Angelegenheiten inne, insbesondere im Parlament. Als Freund Nicholas Patrick Stephen Wisemans, John Henry Newmans, Montalamberts, William George Wards und anderer bedeutende Katholiken war er eng mit den verschiedenen Interessen der Kirche vertraut und seine parlamentarische Position war oft von großem Vorteil für die Kirche.
George Hamilton-Gordon, 4. Earl of Aberdeen ernannte Monsell 1852 zum Clerk of Ordnance, ein Amt, das er bis 1857 behielt, die letzten zwei Jahre unter dem Ministerpräsidenten Henry John Temple, 3. Viscount Palmerston. Im Jahr 1855 wurde er als Kronrat vereidigt. Er war kurzzeitig Präsident des Gesundheitsausschusses unter Palmerston im Jahre 1857 und später diente er unter John Russell, 1. Earl Russell als Paymaster General und Vizepräsident des Board of Trade im Jahr 1866 und unter William Ewart Gladstone als Unterstaatssekretär für die Kolonien zwischen 1868 und 1871 und als Postminister zwischen Januar 1871 und November 1873. Von 1871 bis 1894 amtierte er als Lord Lieutenant des Countys Limerick und Vizekanzler der Royal University of Ireland.
Victoria erhob ihn am 12. Januar 1874 als Baron Emly, of Tervoe in the County of Limerick, zum erblichen Peer. Er wurde dadurch Mitglied des britischen House of Lords und schied aus dem House of Commons aus. Er verlor viel von seiner Popularität in Irland während seiner späteren Jahre, wegen seiner Opposition gegen die Irish Land League und die Home Rule Bewegung in Irland. Sein Werk ist vor allem parlamentarisch. Er schrieb wenig, aber veröffentlichte einige Artikel in dem Home and Foreign Review und einen Lecture on the Roman Question (Vortrag über die Römische Frage) (1860).

## Familie
Er war zweimal verheiratet. In erster Ehe heiratete er am 11. August 1836 Lady Anna Maria Charlotte Wyndham-Quin (1814–1855), einzige Tochter des Windham Wyndham-Quin, 2. Earl of Dunraven und Mount-Earl, mit der er zwei Söhne hatte, die beide schon im Säuglingsalter starben. Nach ihrem Tod am 7. Januar 1855 heiratete er am 23. Februar 1857 Bertha de Montigny Boulainvilliers (1835–1890), die jüngste Tochter des französischen Grafen Philippe Auguste de Montigny Boulainvilliers, mit der er einen Sohn Thomas William Gaston Monsell (1858–1932), der ihn 1894 als 2. Baron Emly beerbte, und eine Tochter Mary Olivia Monsell (1860–1942) hatte.